# Carl Strempel

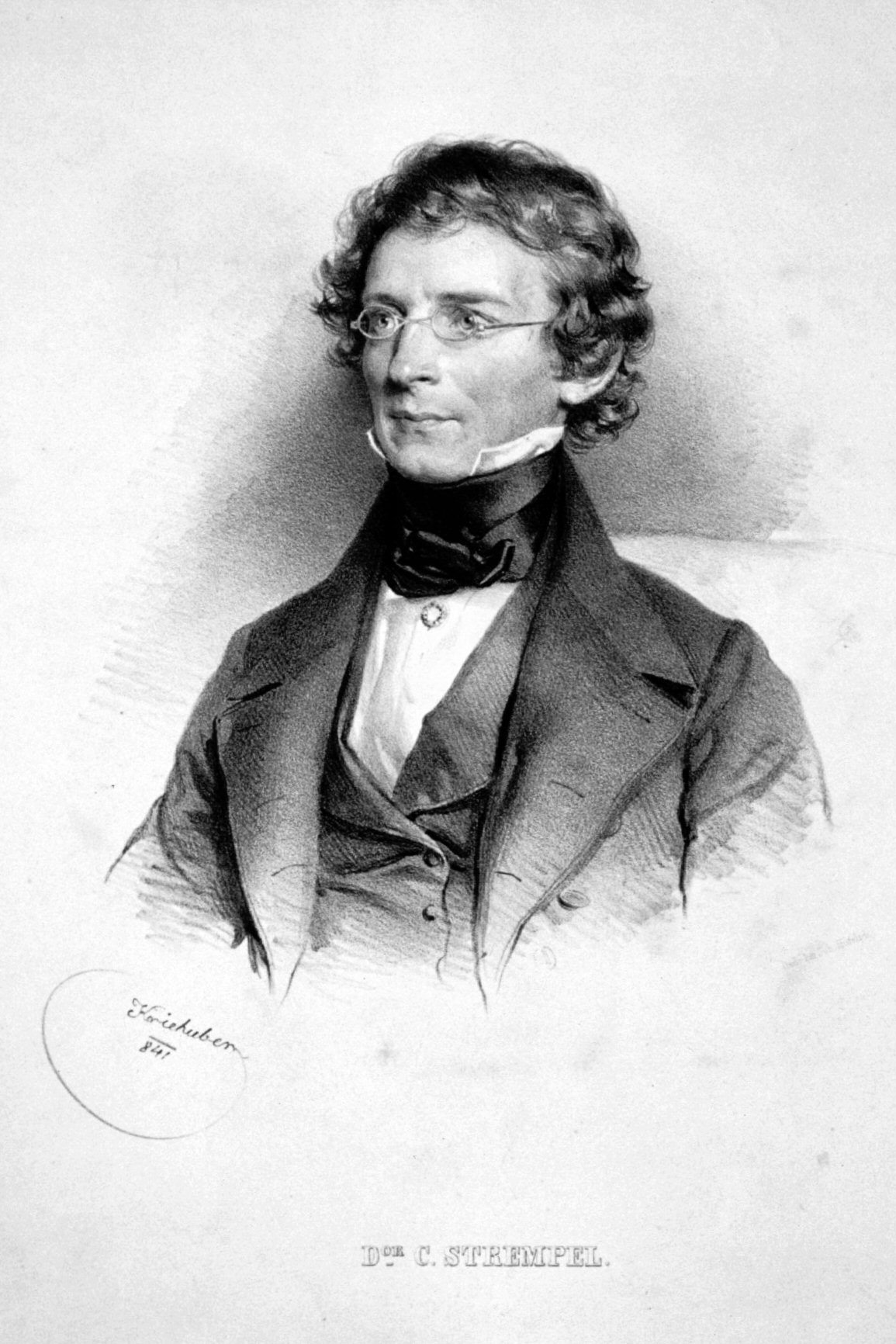
Carl Strempel (Josef Kriehuber, 1841)

Johannes Carl Friedrich Strempel, auch Johannes Karl Friedrich Strempel (* 20. August 1800 in Bössow; † 29. August 1872 in Ludwigslust) war ein deutscher Ophthalmologe. Er gründete das Rostocker Universitätsklinikum. Auch interessierte er sich für Botanik, sein botanisches Autorenkürzel lautet „Strempel.“

## Leben
Carl Strempel wurde geboren als Sohn des Pastors Gabriel Strempel (1757–1831) und dessen Frau Magdalene Maria, geb. Gröning (1759–1842), einer Kaufmannstochter aus Wismar. Er studierte an der Universität Rostock und der Friedrich-Wilhelms-Universität zu Berlin Naturwissenschaften und Medizin. In Berlin war er seit 1819 Mitglied des Corps Vandalia I. 1822 wurde er in Berlin zum Dr. med. promoviert.
Nachdem er kurze Zeit in Schwerin praktiziert hatte, siedelte er 1825 nach Rostock über. In der Praxis glänzend ausgewiesen und habilitiert, trat er als Privatdozent in die akademische Laufbahn ein. Schon zu Ostern 1826 übertrug ihm der Rat der Stadt Rostock eine o. Professur und eröffnete ihm so einen ausgedehnten Wirkungskreis; dieser erweiterte sich noch, als 1827 das Patronat der Hochschule gänzlich auf den Landesherrn, Großherzog Friedrich Franz I., überging.
Es fehlte der Universität an allem, was zur Förderung und Anwendung der naturwissenschaftlichen und medizinischen Forschung dienen konnte. Eine kleine naturwissenschaftliche Sammlung und ein sehr bescheidenes anatomisches Institut war alles; nicht einmal ein Krankenhaus stand der Universität zur Verfügung, da die Stadt selbst nur ein kleines, für klinische Zwecke ungeeignetes Armen-Krankenhaus besaß. Strempels Verdienst ist es, unermüdlich auf die Notwendigkeit besonderer Institute hingewiesen zu haben. In Rostock waren ihm nicht nur so gut wie alle medizinischen Universitätseinrichtungen, sondern auch das Naturhistorische Museum, ein chemisches Laboratorium und das Observatorium zu verdanken.
Als er sich 1841 nach einer Obduktionsverletzung in Baden bei Wien erholte, nahm er in Wien einige dort bis dahin noch unbekannte Operationen vor. Sein Freund Johann Friedrich Dieffenbach und andere Kollegen wollten ihn in Wien halten; auch auf Wunsch von Großherzog Paul Friedrich (Mecklenburg) kehrte er aber nach Rostock zurück. Zugunsten seiner klinischen Arbeit gab er die einträgliche Stadtpraxis auf. 1842 wurde er auch Angehöriger des Corps Vandalia Rostock.

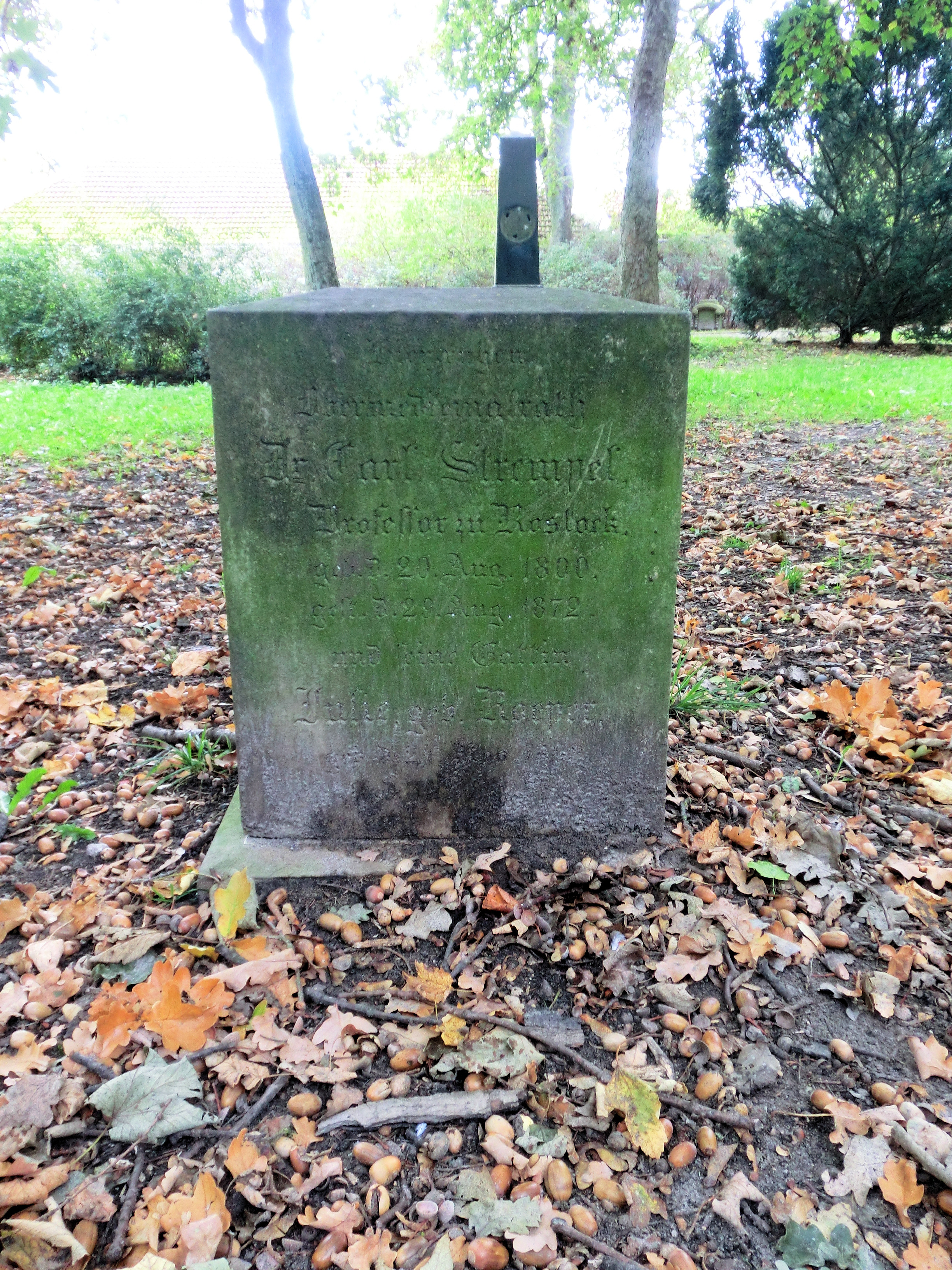
Strempels Grabstein steht heute im Rostocker Lindenpark.

Er trat im Alter nach und nach von der Leitung der Kliniken zurück und überließ sie jüngeren, von ihm ausgesuchten Kollegen, die ebenfalls Corpsstudenten waren: 1855 gab er die Medizinische Klinik an Theodor Thierfelder, 1861 die Chirurgische Klinik an Gustav Simon ab.
Ganz zurückgezogen, starb er kurz nach dem Tod seiner Frau Julie Elisabeth, geb. Röper, und seinem 50-jährigen Doktorjubiläum und wurde auf dem Friedhof in Bentwisch beigesetzt. Sein Grabstein wurde später nach Rostock versetzt.
Seine Tochter Elisabeth Strempel wurde als Porträtmalerin bekannt. Der Rostocker Professor der Naturgeschichte und Botanik Johannes Röper war sein Schwager.

## Ehrungen
- Obermedizinalrat (1838)
- Ehrenmitglied des Corps Vandalia Rostock
- Strempel-Straße im Hansaviertel (Rostock)